# Jakub Kuśmierkiewicz
Jakub Wojciech Kuśmierkiewicz (ur. 16 grudnia 1880 w Prądniku Białym, zm. 30 lipca 1919 w Gródku Siemkowskim) – sierżant Wojska Polskiego i kawaler Orderu Virtuti Militari.

## Życiorys
Urodził się w rodzinie Ignacego i Franciszki z domu Czernek. Ukończył szkołę powszechną. W 1913 wstąpił do Związku Strzeleckiego. W sierpniu 1914 zgłosił się do Legionów Polskich. Został przydzielony do 7 kompanii 2 pułku piechoty. Podczas walk pod Bieglowem, 7 listopada 1915, dowodząc swoim pododdziałem w trakcie zadania zwiadowczego, wziął kilku jeńców i zdobył cenne informacje. Za ten czyn został odznaczony Krzyżem Srebrnym Orderu Virtuti Militari. Po odzyskaniu przez Polskę niepodległości został żołnierzem Wojska Polskiego. Podczas wojny polsko-bolszewickiej walczył w szeregach 2 pułku piechoty Legionów. Poległ 30 lipca 1919 pod Gródkiem Siemkowskim. Został pochowany na miejscowym cmentarzu.  

## Życie prywatne
Był żonaty. Miał dwie córki – Kazimierę (ur. 1908) i Stanisławę (ur. 1912).

## Ordery i odznaczenia
- Krzyż Srebrny Orderu Wojskowego Virtuti Militari nr 7275 – pośmiertnie 17 maja 1922[3][4]
- Krzyż Niepodległości – pośmiertnie 20 lipca 1932 „za pracę w dziele odzyskania niepodległości”[5]